# 埃弗拉因·阿莱格雷
佩德罗·埃弗拉因·阿莱格雷·萨西亚恩（西班牙語：Pedro Efraín Alegre Sasiain；1963年1月18日—，亦有譯作阿列格雷）是一位巴拉圭政治家。他曾在2013年、2018年和2023年三度參選巴拉圭总统皆落敗。

## 事迹
- 1998年7月1日至2008年7月1日，埃弗拉因·阿莱格雷担任巴拉圭众议院内的中央省议员代表[1]。
- 2008年8月15日至2011年6月17日，埃弗拉因·阿莱格雷担任巴拉圭公共事务与通信部部长[2]。
- 2013年4月21日，他作为当时的巴拉圭总统候选人之一，在当时的总统大选中位居第二，获得883,630份有效投票数量，占比为36.94%。之後在2018年巴拉圭大選（英语：2018 Paraguayan general election）再度參選總統以些微之差落敗。
- 2023年1月，埃弗拉因·阿莱格雷表示，若赢得当年4月举行的总统大选，巴拉圭将与台北方面断交并同北京方面建交[3][4][5]。同年4月12日，他接受当地媒体专访时重申，他若胜选可能与台断交[6]。最終選舉結果位居第二。